# Bernardo Dovizi da Bibbiena
Bernardo Dovizi da Bibbiena, chiamato anche Cardinal Bibbiena o più semplicemente il Bibbiena (Bibbiena, 2 agosto o 4 settembre 1470 – Roma, 9 o 11 novembre 1520), è stato un cardinale, diplomatico e drammaturgo italiano.

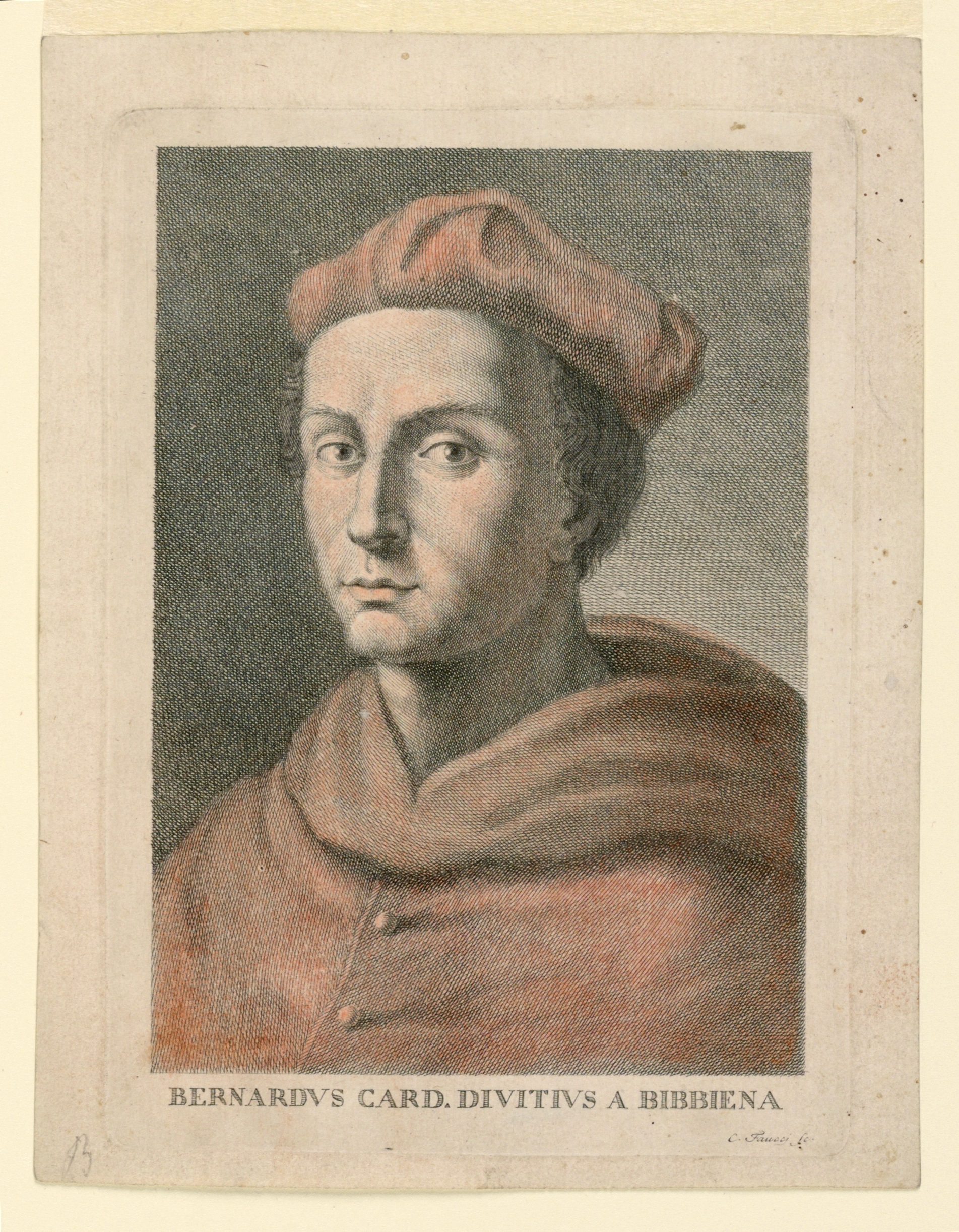
Il cardinale Bernardo Dovizi da Bibbiena in una stampa del XVIII secolo, Carlo Faucci.

Fu una delle personalità di spicco alla corte dei Medici a Firenze. Fu anche autore di una commedia, La Calandria.

## Biografia
Bernardo nacque a Bibbiena, capoluogo del Casentino aretino, da Francesco Dovizi, notaio, e Francesca Nutarrini.
Potente uomo della corte medicea, legò il suo destino alla famiglia ducale di Firenze anche quando Piero de' Medici, primo figlio di Lorenzo il Magnifico, venne esiliato da Firenze nel 1494 al tempo della calata del re di Francia Carlo VIII in Italia, anche per la politica di Girolamo Savonarola che spinse i fiorentini alla costituzione di una repubblica che meglio si adattava al controllo del potere da parte del partito savonaroliano sulla città.
Bernardo seguì, come segretario,  il cardinale Giovanni de' Medici, futuro papa Leone X, nell'esilio presso la corte di Guidobaldo da Montefeltro a Urbino. Proprio ad Urbino, passata sotto la signoria di Francesco Maria I della Rovere, il Bibbiena ebbe l'occasione di conoscere e frequentare i maggiori artisti di quella corte come Francesco di Giorgio Martini, il Laurana, ma soprattutto stringere amicizia fraterna con Baldassarre Castiglione che contribuì alla buona riuscita scenica della sua unica commedia La Calandria recitata ad Urbino nel 1513.

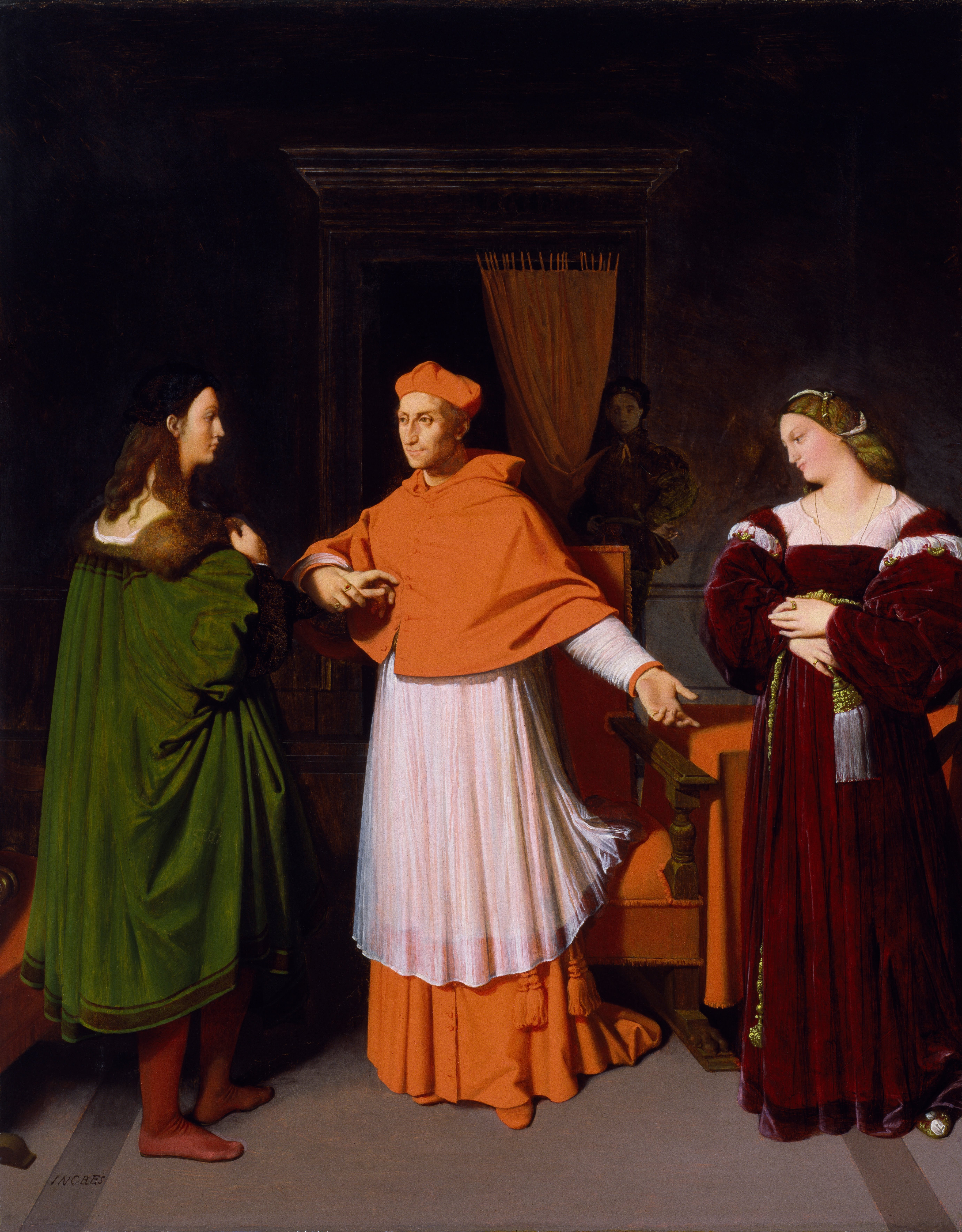
Il fidanzamento di Raffaello e la nipote del cardinale Bibbiena: il Cardinale Bibbiena presenta sua nipote come sposa per Raffaello, in dimostrazione della straordinaria stima che il cardinale provava per il giovane artista. Jean-Auguste-Dominique Ingres, 1813-1814.

Il Bibbiena compare anche nell'opera più importante di Castiglione "Il Cortegiano" come uno degli interlocutori principali.
Fu legato alla marchesa di Mantova Isabella d'Este, il cui figlio Federico II Gonzaga venne inviato a Roma alla corte papale in pegno della liberazione del padre Francesco II Gonzaga e venne protetto dal cardinale stesso.
Dopo l'elezione di Leone X, il Bibbiena seguì il Papa a Roma. Fu investito della porpora cardinalizia nel concistoro del 23 settembre 1513, ricevendo la berretta e la diaconia di Santa Maria in Portico il 29 settembre successivo. Come amico e collaboratore di Leone X (che lo chiamava scherzosamente Alter Papa), al Bibbiena furono affidate la corrispondenza papale e delicate missioni diplomatiche. Fu, tra le altre responsabilità che tenne, Legato in Francia nel 1515, nel 1518 e di nuovo nel 1520. Fu legato dell'Umbria nel 1517.
Di ritorno da Parigi, Bernardo Dovizi da Bibbiena morì a Roma, forse avvelenato, nel 1520. Fu sepolto nella Basilica di Santa Maria in Aracoeli.

## Opere
- La Calandria